# Liste d'aliments, de boissons et de substances de fiction
 (mars 2025).
Si vous disposez d'ouvrages ou d'articles de référence ou si vous connaissez des sites web de qualité traitant du thème abordé ici, merci de compléter l'article en donnant les références utiles à sa vérifiabilité et en les liant à la section « Notes et références ».
Cette liste recense les différents aliments, boissons et substances de fiction provenant de la mythologie et des religions, de la littérature et des contes, ou encore des arts, les substances étant des aliments, des boissons, des drogues, des potions ou des médicaments imaginaires.
Ne pas confondre avec les objets de fiction et les matériaux de fiction qui ont leurs propres articles détaillés :

## Littérature

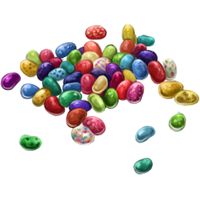
Les Dragées Surprise de Bertie Crochue dans l'univers de Harry Potter.

| Nom | Type       | Origine                               | Description |
| --- | ---------- | ------------------------------------- | --- |
| Lopadotemakhoselakhogaleokranioleipsano drimypotrimmatoilphiokarabomelito katakekhymenokikhlepikossyphophat toperisteralektryonoptekepha lliokinklopeleiolagōiosiraiobaphētraganopterygṓn | Plat       | L’Assemblée des femmes                | fricassée, composé de 17 ingrédients aigres et doux, dont de la cervelle, du miel, du vinaigre, du poisson, des concombres |
| Épice gériatrique | Drogue     | Cycle de Dune                         | substance qui donne à son utilisateur une espérance de vie augmentée. Elle permet aussi à certains individus de développer et amplifier leurs dons de prescience (voir l'avenir) |
| Jus de sapho | Boisson    | Cycle de Dune                         | boisson hautement énergétique utilisée par les Mentats pour accroitre leurs perceptions cognitives. Le jus de sapho colore les lèvres de l’utilisateur d'un rouge rubis caractéristique |
| lembas | Plat       | Le Seigneur des anneaux               | ou « pain de voyage » des elfes, similaire au cram des habitants du Val (Esgaroth le Long Lac), est un biscuit de voyage ou une gaufrette dure qui se conserve très longtemps dans son emballage de feuilles                                                                                                |
| Ballongommes du Bullard, Chocogrenouilles, Dragées Surprise de Bertie Crochue, etc | Friandises | univers de Harry Potter               | Diverses friandises magiques |
| Bièraubeurre | Boisson    | univers de Harry Potter               | Boisson composée comme son nom l'indique de bière (tiède ou chaude) et de beurre |
| Omnidrène[pertinence contestée] | Drogue     | Subjectivité                          | hallucinogène de synthèse que les voyageurs spatiaux utilisent pour « tenir le coup ». Les hallucinations dont ils sont victimes finissent par devenir réalité, y compris lorsqu’ils décident de revenir sur Terre.                                                                                         |
| Soma | Drogue     | Le Meilleur des mondes                | drogue artificielle de synthèse présentée au peuple comme étant un simple médicament. C'est en fait la drogue du « bonheur obligatoire » qui permet la cohésion d'une société dirigée par un gouvernement mondial totalitaire.                                                                              |
| La Potion magique de Georges Bouillon [pertinence contestée] | Plat       | La Potion magique de Georges Bouillon | potion magique réalisée à partir de divers produits de la maison |
| Gargle blaster pan-galactique | Boison     | Guide du voyageur galactique          | cocktail, dont les effets sont très violents |
| herbe du diable[pertinence contestée] | Drogue     | Le Pistolero                          | drogue hallucinogène |
| opka[pertinence contestée] | Boisson    | Les portes d'Occident                 | boisson à base d'opium et de vodka bue dans les bas-fonds de la Tchéquie du XXIIIe s |
| Soleil vert | Plat       | Soleil vert (roman)                   | aliment de synthèse, produit par la multinationale Soylent : le soylent green. Le meurtre d'un des dirigeants de la multinationale amènera à la découverte que ce produit est fabriqué à partir de cadavres humains, alors que, dans le discours officiel, il est censé être fabriqué à partir du plancton. |
| La Soupe de pierres | Plat       | La Soupe de pierres                   | Soupe réalisée avec divers ingrédient mais supposément créée par une soupe magique |

## Cinéma
| Nom                                      | Type     | Origine                     | Description |
| ---------------------------------------- | -------- | --------------------------- | --- |

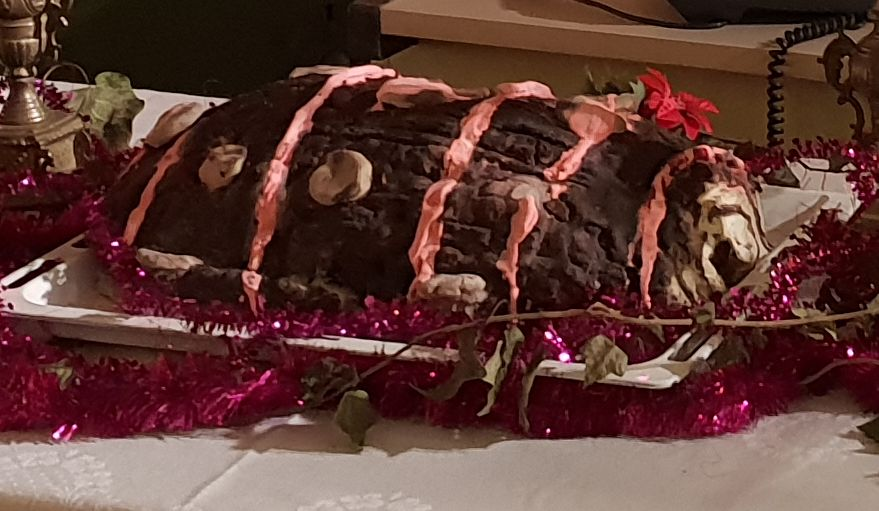
Reproduction du « kloug » de monsieur Preskovic dans le film.

| doubitchou[pertinence contestée]         | Sucrerie | Le père Noël est une ordure | friandise ressemblant à une truffe en chocolat mais totalement immangeables. Le nom doubitchou ressemble au mot roumain « dobitoci » (prononcé dobitotch), signifiant « imbéciles ». D’après Josiane Balasko les « doubitchou » signifient « petits culs » en croate. Dans le film, le doubitchou est une spécialité bulgare très prisée, réservée aux grandes occasions et « roulée à la main sous les aisselles ». Les ingrédients du doubitchou sont : du cacao de synthèse, de la margarine, de la saccharose et du bromure (évoqué uniquement dans la pièce), ce dernier permettant une meilleure conservation durant les voyages, mais masquant cependant le goût de la margarine. Dans la pièce antérieure au film, ce nom n'est pas employé, mais le gag est le même, ces « friandises » étant désignées comme des « spotsis d'Osijek ». |
| kloug aux marrons[pertinence contestée]  | Sucrerie | Le père Noël est une ordure | ressemble à une bûche de Noël. Aussi immangeable que le doubitchou, le kloug dégage en outre une odeur nauséabonde. Cette pâtisserie est par ailleurs très dure et solide à l'intérieur (mais molle à l'extérieur) |
| foune[pertinence contestée]              | Fromage  | Les Bronzés font du ski     | fromage local imaginaire. Cette préparation fromagère est, selon l'un des montagnards, constituée de tous les restes de fromage de l'année que l'on fait macérer avec du gras, des couennes et de l'alcool de bois pendant deux ou trois saisons. Cette préparation fromagère est inspirée de la recette de fromage fort qu'on trouve dans diverses régions. |
| liqueur de crapaud[pertinence contestée] | Boisson  | Les Bronzés font du ski     | alcool fort imaginaire visible dans le film, est inspirée de la vipérine. Elle est décrite comme une liqueur d'échalote relevée au jus d'ail, particulièrement forte. Les habitants de la ville la recrachent ou sont pris de douleurs après avoir ingéré le liquide |
| clapiottes[pertinence contestée]         | Plat     | La Cité de la peur          | petits animaux servis en apéritifs, ne voulant pas être mangés |
| gencives de porc[pertinence contestée]   | Plat     | La Cité de la peur          | spécialité du sud de la France. Dans le film celles de ''chez Laplo'' sont les meilleures du littoral |
| Three Kings                              |          | Les Tontons flingueurs      | une contrefaçon de whisky qui porte la marque fictive « Three Kings », l'étiquette de la bouteille étant illustrée de trois cartes à jouer, des rois. Cette boisson a été fabriquée durant la Seconde Guerre mondiale et les années suivantes par la bande du « Mexicain », un caïd du milieu, le distillateur en chef étant surnommé « Jo le Trembleur ». Selon Maître Folace, le notaire du Mexicain, la fabrication de cet alcool a été arrêtée car sa consommation rendait certains clients aveugles. |

## Séries

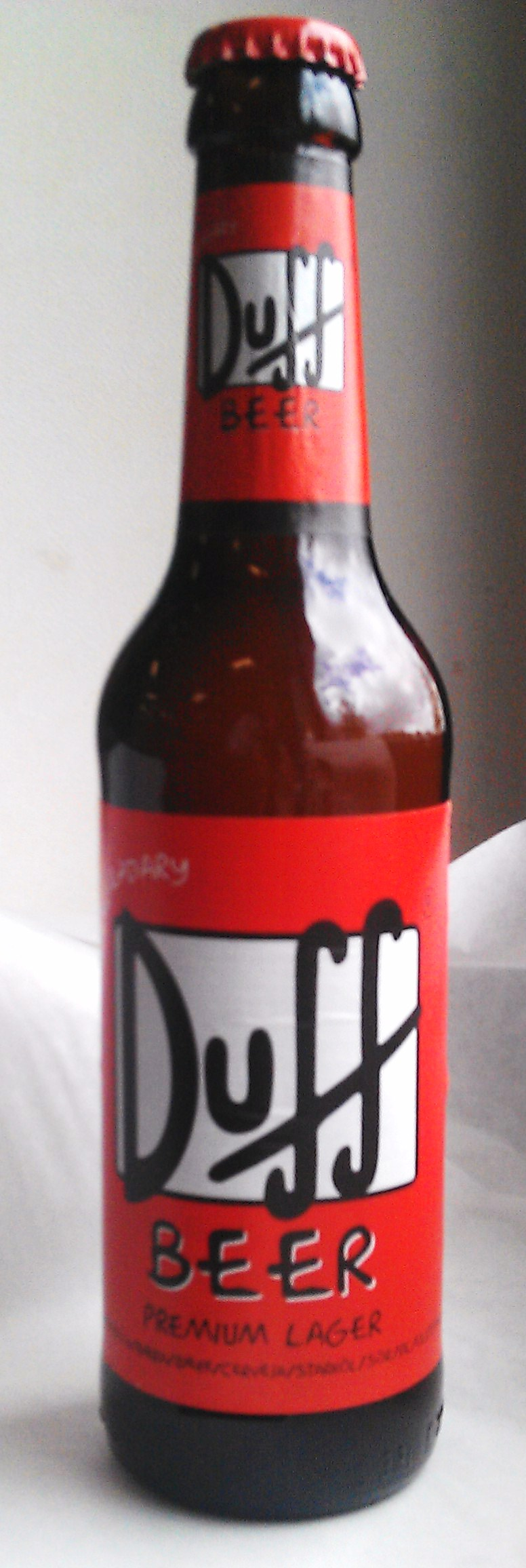
Une bouteille de bière Duff.

| Nom                                                         | Type     | Origine                      | Description |
| ----------------------------------------------------------- | -------- | ---------------------------- | --- |
| moukraines à la glaviouse[pertinence contestée]             | Plat     | Objectif Nul                 | spécialité culinaire de Zeitoun, le personnage interprété par Bruno Carette |
| gibolin[pertinence contestée]                               |          | Les Deschiens                | terme argotique pour le vin, et un ingrédient intervenant dans de nombreux produits de grande consommation |
| chafouette[pertinence contestée]                            | Fromage  | Les Deschiens                | Proposé par la fromagerie Morel de la série |
| michachon[pertinence contestée]                             | Fromage  | Les Deschiens                | Proposé par la fromagerie Morel de la série |
| chifounette[pertinence contestée]                           | Fromage  | Les Deschiens                | Proposé par la fromagerie Morel de la série |
| gloubi-boulga                                               | Sucrerie | L'Île aux enfants            | nourriture préférée de Casimir, le dinosaure de l'émission de divertissement . Il s'agit d'un gâteau, réputé immangeable et dont seul l'espèce des Casimirus est friande. |
| Croque[pertinence contestée]                                | Plat     | Kaamelott                    | inventé par le personnage de Karadoc dans la série télé et présenté comme le « plat national » breton |
| gagh[pertinence contestée]                                  | Plat     | Star Trek                    | mets particulièrement prisé des Klingons |
| soupe au plomik [pertinence contestée]                      | Plat     | Star Trek                    | (en vulcain Shur t'plomik), un mets «traditionnel» vulcain, préparé à base d'un légume, le plomik |
| bière romulienne ou bière romunalaise[pertinence contestée] | Boisson  | Star Trek                    | bière interdite dans la Fédération |
| barres Apollo[pertinence contestée]                         | Sucrerie | Lost                         | |
| bière Dharma Initiative[pertinence contestée]               | Boisson  | Lost                         | |
| Fromage de castor vénézuélien[pertinence contestée]         | Fromage  | Monty Python's Flying Circus | dans le sketch La Fromagerie des Monty Python |
| brindillette[pertinence contestée]                          | Boisson  | Groland                      | alcool de pneu spécialité du Groland |
| gummiboise[pertinence contestée]                            | Boisson  | Les Gummi                    | potion magique des Gummis |
| tubbydélice[pertinence contestée]                           | Boisson  | Télétubbies                  | boisson des Télétubbies |
| bière Duff                                                  | Boisson  | Les Simpson                  | boisson préférée d'Homer Simpson et des habitants de Springfield. À Shelbyville, ville rivale de Springfield, la marque locale de bière s'appelle la Fudd. La Duff est devenue réelle depuis 2006 aux États-Unis et depuis 2009 en Europe, malgré l'opposition de Matt Groening, le créateur de la série |
| tomacco                                                     | Légume   | Les Simpson                  | légume hybride à base de 50 % de tomates et 50 % de tabac. Apparu dans l'épisode « Une récolte d'enfer » (saison 11), la culture de ce légume nécessite de l'engrais à base de plutonium |
| Cookies Chatons [pertinence contestée]                      | Sucrerie | Steven Universe              | biscuits fourrés à la glace à la vanille en forme de tête de chats. Il s'agit des biscuits préférés de Steven, mais ils vont cesser d'être produits à cause de leur concurrent, les biscuits Lion Lickers.                                                                                               |

## Bande dessinée

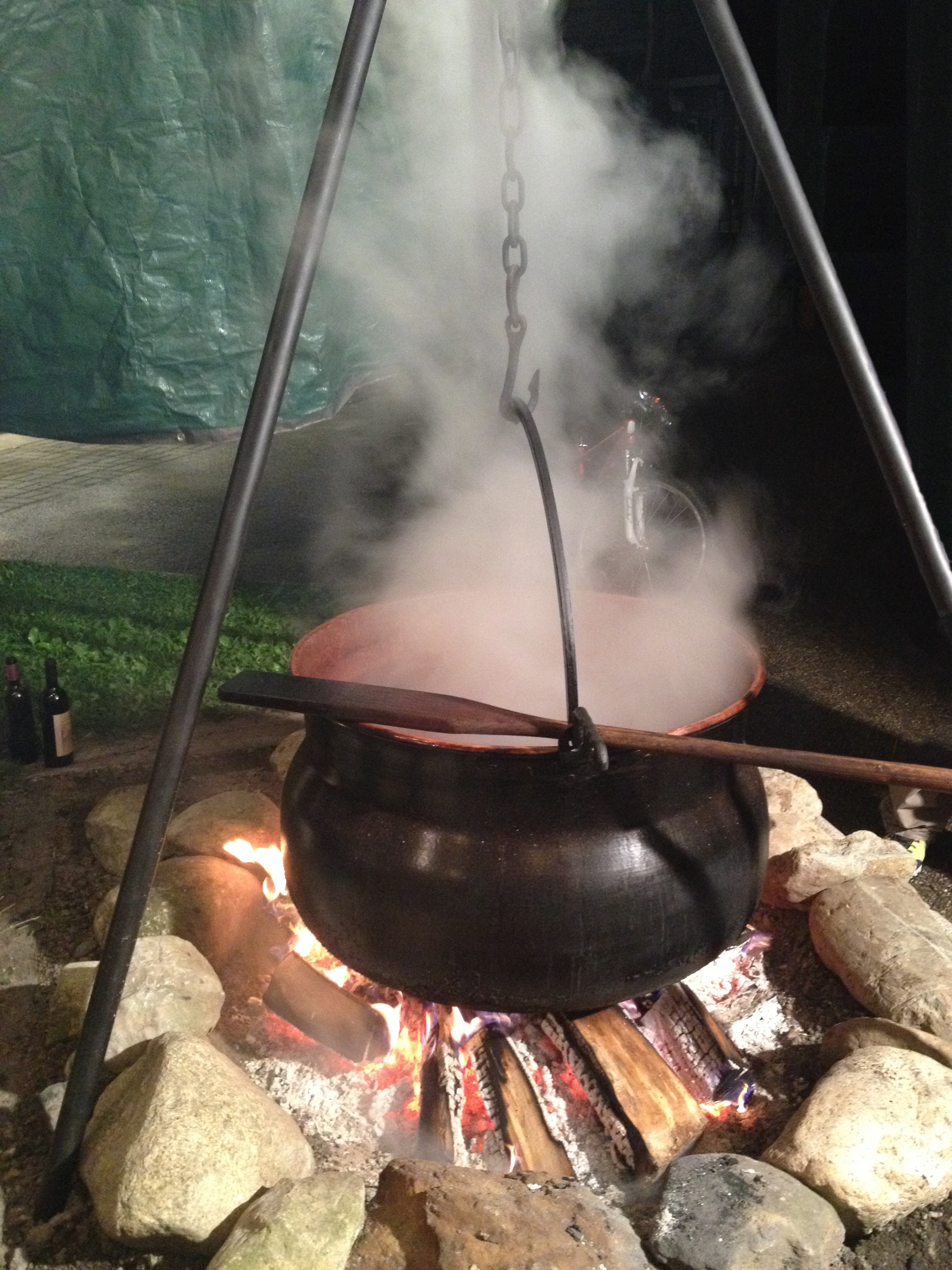
La potion magique se prépare dans un chaudron.

| Nom                                       | Origine                 | Description |
| ----------------------------------------- | ----------------------- | --- |
| potion magique                            | Astérix                 | breuvage imaginaire qui donne une force surhumaine à quiconque la boit. D'autres potions sont réalisées au fil des albums. |
| volée volcan[pertinence contestée]        | Le Cycle de Cyann       | plat consistant en la dégustation d'un « œuf » d'Ovudon (l’œuf étant composé de 120 compartiments indépendants, étant chacun l'équivalent d'un œuf de notre monde)                                                                |
| liqueur d'enfiliane[pertinence contestée] | Le Cycle de Cyann       | a sur son consommateur un effet désinhibiteur, mais combinée avec de l'Exothal (un « sérum de vérité » d'origine militaire), elle en ravive et dénature les effets avec un résultat assez dangereux pour son utilisateur          |
| ovudons[pertinence contestée]             | Le Cycle de Cyann       | animaux se consommant rôtis comme des oies (et ont à peu près la même taille) |
| morue aux fraises[pertinence contestée]   | Gaston Lagaffe          | morue aux fraises avec mayonnaise chantilly aux câpres et flambée au pastis. Voir aussi l'article détaillé : Liste des inventions de Gaston Lagaffe.                                                                              |
| Loch Lomond[pertinence contestée]         | Les Aventures de Tintin | whisky écossais fictif consommé par le capitaine Haddock (une marque réelle a été créée par la suite). Loch signifie « lac » en gaélique. Sur l'étiquette apparaît un personnage en tenue traditionnelle écossaise : kilt, tartan |
| Kickapoo Joy Juice [pertinence contestée] | Li'l Abner              | un surpuissant alcool de contrebande distillé à partir d’ingrédients tels que grizzlis vivants, panthères, kérosène, fers à cheval ou enclumes                                                                                    |
| papounes[pertinence contestée]            | Lou !                   | sorte de cornet feuilleté salé fourré, plat traditionnel d'un petit village qu'on trouve ensuite dans des fast food. |

## Chanson
- Le sirop Typhon dans la chanson de Richard Anthony est une sorte de médicament universel
- le mastapur, dans l'émission Cocktail Time sur Radio Nova avec Jean Croc et Ariel Wizman, est un liquide universel : liqueur pour cocktail, décapant à peinture, carburant pour fusée, etc.[pertinence contestée]

## Dans la presse
- La bananadine est un psychotrope de fiction, prétendument extraite des peaux de bananes. Ce canular, prenant la forme d'une recette pour son « extraction » à partir de peau de banane, a été initialement publié dans le magazine californien Berkeley Barb en mars 1967.